# Krutîi Iar, Vilneansk
Krutîi Iar (în ucraineană Крутий Яр) este un sat în comuna Maksîmivka din raionul Vilneansk, regiunea Zaporijjea, Ucraina.

## Demografie
Componența lingvistică a localității Krutîi Iar
     Ucraineană (90,77%)
     Rusă (9,23%)
Conform recensământului din 2001, majoritatea populației localității Krutîi Iar era vorbitoare de ucraineană (90,77%), existând în minoritate și vorbitori de rusă (9,23%).